# Pontypool (Film)
Pontypool ist ein kanadischer Film des Regisseurs Bruce McDonald aus dem Jahr 2008, der auf dem 1998 erschienenen Roman „Pontypool Changes Everything“ von Tony Burgess basiert. Tony Burgess war zugleich Drehbuchautor der Produktion.

## Handlung
Am Valentinstag macht sich der Radiomoderator Grant Mazzy mit seinem Auto auf den Weg zu seinem Arbeitsplatz im örtlichen Radiosender CLSY in Pontypool in der kanadischen Provinz Ontario. Aus dem Schneesturm erscheint eine mysteriöse Frau, die an das Beifahrerfenster klopft, unverständliche Worte stammelt und ebenso unvermittelt wieder im Schneegestöber verschwindet.
Zwar geistert Grant Mazzy diese Begegnung noch im Kopf herum, doch versucht er professionell sich auf seine Morningshow zu konzentrieren. Zunächst scheint der Tag sich doch noch in geordneten Bahnen zu bewegen. Die Redakteurin und Aufnahmeleiterin Sidney Briar mit der jungen Assistentin Laurel-Ann Drummond, die als Kriegsheldin aus Afghanistan zurückgekehrt ist, an ihrer Seite, bereiten ein Interview mit der örtlichen Gesangsgruppe „Lawrence and the Arabians“ vor. Währenddessen treffen von Ken Loney, dem Außenkorrespondenten des Radiosenders, vermehrt Meldungen über ungewöhnliche Vorgänge in der kanadischen Kleinstadt ein. Loney, der aus dem „Sunshine Chopper“, einem auf einer Anhöhe außerhalb der Stadt geparkten Fahrzeug berichtet, wird Augenzeuge von einer unkontrollierten Menschenmenge, die in die Praxis von Dr. Mendez eindringt und schließlich das Gebäude sogar zum Einsturz bringt. Als er sieht, wie die aufgebrachte Menge über Einwohner der Stadt herfällt, verschanzt er sich in einer Hütte und hält über sein Mobiltelefon Kontakt zum Radiosender. Der gewalttätige Mob macht sich auf den Weg zur Radiostation, in der sich Mazzy mit Briar und Drummond verbarrikadieren.
Nigel Healing von der BBC wird zu einer Live-Schaltung in das Sendestudio Pontypools zugeschaltet. Mazzy wird von Healing mit der Frage konfrontiert, ob sich das kanadische Militär vor Ort befinde, um die Unruhen zu beenden. Zu diesem Zeitpunkt kann Mazzy diese Frage noch nicht beantworten, erst der nächste telefonische Kontakt mit Loney führt zur Verifizierung der Vermutung von Healing.
Dr. Mendez trifft im Radiosender ein und bestätigt, dass sich die Bewohner des Ortes seltsam verhalten. Die von ihm beschriebenen Symptome stellt er bei der Assistentin Laurel-Ann Drummond fest. Da er davon überzeugt ist, dass es sich um einen Virus handelt, der mittels verbaler Kommunikation übertragen wird, schließt er sich mit Mazzy und Briar in der schalldichten Sprecherkabine ein. Auf diese Weise kann Drummond sie nicht hören und daher nicht die Witterung aufnehmen. Nach und nach erkennen Dr. Mendez, Mazzy und Briar, dass bestimmte Worte der englischen Sprache von dem Virus befallen sind. Werden diese ausgesprochen, gehört und verstanden, so wird das Virus übertragen.
Die Infektion erfolgt in drei Phasen. Zunächst werden von den Infizierten, den so genannten „Konversationalisten“, einzelne Worte wiederholt; bevorzugt handelt es sich dabei um Kosenamen. In der nächsten Phase werden diese durcheinander geworfen, die „Konversationalisten“ können sich nicht mehr sinnvoll ausdrücken. Die letzte Phase ist geprägt von tiefer Verzweiflung, was dazu führt, dass die „Konversationalisten“ schließlich versuchen, sich durch den Mund anderer Personen zu kauen.
Die infizierte Assistentin Drummond läuft trotz blutendem Gesicht immer wieder gegen die Scheibe der schalldichten Sprecherkabine. Nach zahlreichen gescheiterten Versuchen, in die Kabine einzudringen, erbricht sie sich in einem blutigen Schwall und bricht tot zusammen.
Mazzy und Briar vermuten, dass Dr. Mendez sich auf seinem Weg durch die Ortschaft ebenfalls infiziert hat. Daher verlassen sie die Sprecherkabine. Kurz darauf kehren die „Konversationalisten“ zurück, weswegen sich Mazzy und Briar in die Küche des Radiosenders zurückziehen müssen. Dr. Mendez ist sich seiner Infektion inzwischen bewusst, klettert aus dem Fenster der Küche, um die Aufmerksamkeit der „Konversationalisten“ auf sich zu lenken und damit von Mazzy und Briar abzulenken. Diese Chance nutzen die beiden, um erneut auf Sendung zu gehen und den Bürgern der Stadt mitzuteilen, dass sie sich vor der Infektion schützen können, indem sie Worten eine andere Bedeutung geben und dadurch die Sprache nicht mehr verstehen.
Kaum gehen sie auf Sendung, werden sie von dem kanadischen Militär aufgefordert die Ausstrahlung einzustellen. Als sie dieser Forderung nicht Folge leisten, wird nach einem zehnsekündigen Countdown das Gebäude des Radiosenders gesprengt.

## Hintergrund
Am 1. März 1998 veröffentlichte der Drehbuchautor Tony Burgess den unter dem Filmtitel „Pontypool“ verfilmten Roman „Pontypool Changes Everything“. Der Film wurde in Toronto gedreht. Die Dreharbeiten begannen am 20. Mai 2008. Der Film feierte seine Weltpremiere am 6. September 2008 beim Toronto International Film Festival und war am 26. September 2008 beim Edmonton International Film Festival. In Deutschland war er erstmals am 6. Februar 2009 beim European Film Market zu sehen und wurde anschließend auf diversen weiteren Filmfestivals vorgeführt. In Kanada erschien er am 21. Juli 2009 auf DVD, in den USA am 26. Januar 2010. Während seiner zweiwöchigen Kinovorführungen vom 29. Mai 2009 bis zum 11. Juni 2009 spielte er weltweit rund 32.000 US-Dollar ein.
Drehbuchautor Tony Burgess warf bei einer Fahrt durch Pontypool einen Blick auf das Ortsschild und war der Meinung, der Name der Stadt sei bizarr genug, um die von ihm erdachte Handlung dort anzusiedeln.
Die im Vorspann gezeigte wellenförmige Schwingung wurde mit Stephen McHatties Stimme synchronisiert. Im Roman „Snow Crash“ von Neal Stephenson wird wie im Film von einem memetischen Virus gesprochen, der sich durch verbale Informationen verbreitet.
Der Drehbuchautor Tony Burgess ist mit einem Cameo-Auftritt als Sänger der im Studio des Radiosenders auftretenden Gruppe „Lawrence and the Arabians“ zu sehen.
„Pontypool“ wurde als Film- und Rundfunkproduktion umgesetzt. Dabei orientieren sich beide Versionen an Orson Welles Radiohörspiel „Krieg der Welten“, das am Abend des 30. Oktober 1938 vom US-amerikanischen Radiosender CBS ausgestrahlt wurde und von Teilen der Hörerschaft für eine authentische Reportage gehalten wurde.
Für den Film wurden zwei Fortsetzungen geplant, deren Handlung erdacht wurde, bevor der erste Film produziert wurde. Der Titel der für 2012 geplanten Produktion lautet „Pontypool Changes“.

### Synchronisation
Die deutsche Synchronfassung entstand bei City of Voices, Berlin.
| Rolle               | Darsteller       | Synchronsprecher   |
| ------------------- | ---------------- | ------------------ |
| Grant Mazzy         | Stephen McHattie | K.Dieter Klebsch   |
| Sidney Briar        | Lisa Houle       | Sabine Winterfeldt |
| Laurel-Ann Drummond | Georgina Reilly  | Nicole Hannak      |
| Nigel Healing       | Daniel Fathers   | Dirk Müller        |

## Kritik
Der Film erhielt mehrheitlich positive Kritiken und eine Bewertung von 83 % bei Rotten Tomatoes.
Björn Helbig von Filmstarts ist der Meinung, „der Film ist ein Muss für jeden experimentierfreudigen Horrorfan. […] Mittels eines mitunter fast kakophonischen Sprach- und Geräuschteppichs nähert sich McDonald den unheimlichen Ereignissen außerhalb der Radiostation ganz über die Sprache an.“ Helbig lobt den Regisseur: „Auf engstem Raum, mit minimalen Kulissen und einer sehr überschaubaren Darstellerriege findet er einen starken filmischen Ansatz, der die Mittel des Kinos und moderner Soundsysteme tatsächlich ausnutzt.“ Weiterhin begrüßt Helbig die Besetzung der Hauptrolle, denn seiner Meinung nach wäre der Film nicht gelungen, wenn er keinen „derart überzeugenden Hauptdarsteller gefunden hätte, der als Gesicht und Stimme des Films die Handlung vorantreibt“. Helbig resümiert: „Einmal mehr erweist sich Bruce McDonald als sehr origineller und experimentierfreudiger Regisseur. Auch mit seinem neuen Film hat er selbstbewusst zwischen den Stühlen Platz genommen.“

## Nominierungen und Auszeichnungen
Tony Burgess wurde 2010 beim Chlotrudis Award in der Kategorie „Best Adapted Screenplay“ nominiert. Im selben Jahr wurde er bei den Genie Awards in erneut in der Kategorie „Best Screenplay, Adapted“ nominiert, während Bruce McDonald eine Nominierung in der Kategorie „Best Achievement in Direction“ erhielt und Stephen McHattie in den Kategorien „Best Performance by an Actor in a Leading Role“ sowie „Best Performance by an Actor in a Supporting Role“ nominiert wurde.